# Ljuben Wassilew
Ljuben Iliew Wassilew (bulgarisch Любен Василев; * 22. August 1911 in Schumen; † 9. Februar 1971 in Moskau) war ein bulgarischer Jurist.

## Leben
Wassilew studierte Rechtswissenschaften in Sofia. Er setzte seine Studien spezialisierend 1934/35 in Österreich und Frankreich fort. Von 1948 bis 1971 war er Leiter des Lehrstuhls für Zivilrecht an der Universität Sofia. Außerdem war er zwischen 1950 und 1971 Direktor des Instituts für Rechtswissenschaften der Bulgarischen Akademie der Wissenschaften.
Wassilew war an der Erarbeitung der Verfassung und des Zivilrechts des damals sozialistisch ausgerichteten Bulgariens beteiligt.